# Vitešinec
Vitešinec je naseljeno mjesto u Republici Hrvatskoj u Varaždinskoj županiji. 

## Zemljopis
Administrativno je u sastavu grada Ivanca. Naselje se proteže na površini od 1,09 km². 

## Stanovništvo
Prema popisu stanovništva iz 2001. godine u Vitešincu živi 98 stanovnika i to u 27 kućanstava. Gustoća naseljenosti iznosi 89,91 st./km².
| broj stanovnika | 57    | 68    | 95    | 111   | 116   | 126   | 121   | 140   | 145   | 142   | 151   | 138   | 135   | 114   | 98    | 96    | 86    |
|                 | 1857. | 1869. | 1880. | 1890. | 1900. | 1910. | 1921. | 1931. | 1948. | 1953. | 1961. | 1971. | 1981. | 1991. | 2001. | 2011. | 2021. |